# 銀目
銀目（ぎんめ、ぎんめい）は、丁銀や豆板銀などの量目。貨幣としての銀の価額を表し、銀遣を主とした関西では物の値段は必ず銀目で建てられた。
日本は中世には貨幣が流通していたが、それらは古代に鋳造された皇朝銭や中国からの輸入銭だった。しかし、皇朝銭の劣化や16世紀初めの中国銭輸入停止により貨幣不足が生じた。それに対応するため江戸幕府は、定位貨幣・計数貨幣である小判や一分金、秤量貨幣である丁銀と豆板銀、定位貨幣の銅銭（寛永通宝）を発行し、市場の拡大に伴う貨幣需要の増加に応じた。
西日本では小判や天保一分銀といった計数貨幣も使用されていたが、基準はあくまでも丁銀・豆板銀で、貫・匁といった銀貨の単位を使用していた。江戸での銀・銭の相場は、金1両につき「銀○匁○分○厘」「銭○貫○文」と建てられたが、大坂では金・銭の相場は金1両、銭1貫目に対して銀目で建てられた。銀地金の公定買い上げ相場を、銀目で表示することを「双替（そうがえ）相場」と呼んだ。

## 銀目の空位化
元文年間の貨幣改鋳以降、貨幣流通量が増えて物価は安定したが、江戸・大坂での消費流通の拡大につれて、計数貨幣である金貨と秤量貨幣である銀貨の併用は煩雑になり、通貨の一元化が図られるようになった。
田沼意次政権期の明和五匁銀や南鐐二朱銀の鋳造はそのために行われた。当初は江戸での計数銀貨の流通を進めたが、安永2年（1774年）には京都・大坂などでの流通を促進する方向に転換。南鐐二朱銀は銀目信用手段（手形・藩札・私札など）が出回らない地域を中心に広まり、支払い手段として計数銀貨と金貨が用いられるようになっていった。その際の取引の建値は銀建てで、決済時にはそれぞれの金銀相場によって金貨を用いたが、やがて「銀遣い」であった西日本でも、実質的に金貨による建値が用いられるようになった。
さらに天保8年（1837年）の天保一分銀大量発行により、秤量貨幣である「正銀」が市場から消え、銀目の計数貨幣化が促進された。こうして銀貨が金貨体系に包摂される「銀目の空位化」が進行したが、銀貨の品位が悪化するにつれ、大坂では額面通りの通用が困難となっていった。

## 信用制度の発達
秤量貨幣である銀貨は、支払いや受け取りのたびに重量を確認しなければならず、流通に不便であるため、代替としての信用制度が発達した。
大坂の商人は現金（現銀）を手元に置かず、両替屋に銀貨を無利子で預け、かわりに預り手形を受け取り、仕入代金などの支払いに預り手形を流用したり、振出手形を切ったりした。この当時の手形は、小切手や兌換紙幣のように使用されるようになったが、実際には商人たちの預金総額以上の額面の手形が流通していた。
江戸時代前期は、金・銀貨の流通量と金銀相場はある程度連関していた。しかし、元文期の貨幣改鋳以降に銀目信用手段としての手形・切手が増発され、丁銀の授受にとってかわるようになってから、両者の連関は一切見られなくなっていった。幕府が発行する貨幣は大半が金貨、または計数貨幣としての銀貨となり、金銀貨流通量が大きく偏っていったにもかかわらず、金銀相場が安定傾向であったのは、金貨流通量に匹敵するような銀目信用手段が流通していたことを示唆していた。
大坂の手形振出しは、両替商に正銀を預けるか、振り込んだ後に行なわれたが、銀目が空位化するに従って銀目手形も空位化していった。一般の商人が商取引で金位の貨幣を受け取ると、それらを両替商で銀目の預手形を受け取る、または預けたまま他日この銀目を目当てに振手形を出してもらうのが通例となった。19世紀になると、両替商の中核である十人両替以外には丁銀を所持している者はほとんどいなくなり、丁銀での支払いを望む者には、特別の打銀を支払わねばならなかった。こうして大坂を中心に発行された銀目手形は、近世後期には丁銀による裏付け（準備金・準備銀）の無い、その時々の金銀相場で換算される手形となり、その実体は金貨の手形と化していた。

## 廃止
江戸時代は、金銀相場の変動により金遣の東日本と銀遣の西日本が、経済的に利害を異にする状況が続いていた。
明治新政府は金貨による国内貨幣の統一をはかり、明治元年（1868年）5月9日、銀目廃止令を発布して丁銀・豆板銀の流通を禁じた。従来の三貨制度は廃止され、同4年（1871年）5月発布の新貨条例により、日本は金本位制を原則とした。この廃止令により大阪両替商は大打撃を受けたと言われている。
銀目の廃止により秤量銀貨の使用が禁止されれば、銀貨で表示されている手形の流通も無効になる。上方の商人たちは手持ちの手形を換金するため両替商に殺到した。しかし、発行された手形分の銀のストックは無いため、取り付け騒ぎが起き、両替屋は軒並み閉店、そのまま休業に追い込まれた店舗は約40軒におよんだという。